# Niger ved sommer-OL 2016
Niger deltog i Sommer-OL 2016 i Rio de Janeiro, som blev arrangeret i perioden 5. august til 21. august 2016.

## Medaljer
| 2016 Rio de Janeiro | Guld | Sølv | Bronze | Total |
| Niger               | 0    | 1    | 0      | 1     |

### Medaljevinderne
| Niger under sommer-OL 2016 i Rio de Janeiro | Niger under sommer-OL 2016 i Rio de Janeiro | Niger under sommer-OL 2016 i Rio de Janeiro | Niger under sommer-OL 2016 i Rio de Janeiro | Niger under sommer-OL 2016 i Rio de Janeiro |
| Medalje                                     | Navn                                        | Sport                                       | Event                                       | Dato                                        |
| ------------------------------------------- | ------------------------------------------- | ------------------------------------------- | ------------------------------------------- | ------------------------------------------- |
| Sølv                                        | Abdoul Razak Issoufou                       | Taekwondo                                   | Mændenes +80 kg                             | 20. august                                  |